# Johansenbotnen
Der Johansenbotnen ist ein Bergkessel der Heimefrontfjella im ostantarktischen Königin-Maud-Land. Er liegt im Nordwesten der Sivorgfjella.
Wissenschaftler des Norwegischen Polarinstituts benannten ihn 1967 nach Einar Johansen (1915–1996), einem Mitglied der Widerstandsbewegung gegen die deutsche Besatzung Norwegens im Zweiten Weltkrieg.